# Vjenceslav Richter
Vjenceslav Richter (8. dubna 1917, Donja Drenova, Rakousko-Uhersko – 2. prosince 2002, Záhřeb, Chorvatsko) byl chorvatský architekt, který byl aktivní také i v oblasti urbanismu, sochařství, výtvarného umění, malířství apod.
V roce 1949 Richter vystudoval na Technické fakultě Univerzity v Záhřebu pod vedením profesora Zdenka Strižiće. Spolu s několika dalšími architekty se Richter podílel na vzniku skupiny Exat 51, společně s Bernardem Bernardim, Zdravkem Bregovacem, Božidarem Rašicou a Vladimírem Zaharovićem. Byl také členem umělecké skupiny Nové tendence. Navrhl výstavní pavilon Jugoslávie na světové výstavě Expo 1958 v Bruselu a později i na výstavách v Turíně a Miláně.
Richter se věnoval také problematice urbanismu. Snažil se prosadit tzv. "syntetický urbanismus", neboli synturbanismus (srch. sinturbanizam), který se zabýval realizací měst v jedné velké stavbě; věži nebo pyramidě. Uvnitř stavby by se nacházelo vše potřebné pro chod města a snížily by se náklady i nároky na dopravu i infrastrukturu.
Mezi jeho práce pak patří několik moderních budov muzeí na území tehdejší Jugoslávie, např. ikonické výškové budovy na jižním okraji chorvatské metropole Záhřebu. Od roku 1962 se věnoval ve značné míře také sochařství. Své návrhy staveb vystavoval na řadě veletrhů jak v tehdejší Jugoslávii, tak i v zahraničí.